# Rallycross di Germania 2021
Il Rallycross di Germania 2021, ufficialmente denominato FIA World RX of Germany 2021 è stata l'edizione 2021 del Rallycross del Germania. La manifestazione si è svolta il 27 e il 28 novembre sul tracciato da rallycross derivato all'interno del circuito del Nürburgring a Nürburg, ed era valida come ottava e nona prova del campionato del mondo rallycross 2021 nella classe RX1 (ex Supercar), e come quinta nella categoria RX2e; in entrambi i casi si trattò dell'appuntamento conclusivo della stagione 2021.
L'evento, valido unicamente per il World RX, si componeva di due gare relativamente alla categoria regina RX1: la prima è stata vinta dal pilota svedese Johan Kristoffersson alla guida di una Audi S1 della scuderia KYB EKS JC, il quale sopravanzò in finale il russo Yuri Belevskiy, anch'egli su Audi S1, e l'ungherese Krisztián Szabó, terzo alla guida di una Hyundai i20 della squadra GRX-Set World RX Team;; nella seconda si impose invece il finlandese Niclas Grönholm su Hyundai i20 della scuderia GRX-Set World RX Team, davanti allo svedese Kevin Hansen su Peugeot 208 del Hansen World RX Team e allo stesso Kristoffersson, unico a podio in entrambe le gare, il quale si laureò campione del mondo per la quarta volta nella sua carriera terminando a pari punti in classifica con il connazionale Timmy Hansen, squalificato in gara 1 per un contatto con Grönholm, ma potendo contare su piazzamenti migliori conseguiti durante l'anno.. 
Nell'unica gara della serie RX2e, campionato monomarca nella quale si gareggiava soltanto con vetture a propulsione elettrica, primeggiò invece il belga Guillaume De Ridder, che si aggiudicò a sua volta il titolo mondiale di categoria.

## Risultati World RX - Gara 1

### Classifica finale
| Categoria RX1 | Categoria RX1 | Categoria RX1        | Categoria RX1       | Categoria RX1                   | Categoria RX1  | Categoria RX1  | Categoria RX1 | Categoria RX1 | Categoria RX1 | Categoria RX1 | Categoria RX1 | Categoria RX1 |
| Pos.          | N°            | Pilota               | Auto                | Squadra                         | Qualificazioni | Qualificazioni | Semifinali    | Semifinali    | Semifinali    | Finale        | Finale        | PC            |
| Pos.          | N°            | Pilota               | Auto                | Squadra                         | Pos.           | Punti          | SF1           | SF2           | Punti         | Pos.          | Punti         | PC            |
| ------------- | ------------- | -------------------- | ------------------- | ------------------------------- | -------------- | -------------- | ------------- | ------------- | ------------- | ------------- | ------------- | ------------- |
| 1             | 1             | Johan Kristoffersson | Audi S1             | KYB EKS JC                      | 1º             | 16             | 1º            | –             | 6             | 1º            | 8             | 30            |
| 2             | 95            | Yuri Belevskiy       | Audi S1             | Volland Racing KFT              | 2º             | 15             | –             | 1º            | 6             | 2º            | 5             | 26            |
| 3             | 23            | Krisztián Szabó      | Hyundai i20         | GRX-Set World RX Team           | 5º             | 12             | 3º            | –             | 4             | 3º            | 4             | 20            |
| 4             | 68            | Niclas Grönholm      | Hyundai i20         | GRX-Set World RX Team           | 3º             | 14             | 2º            | –             | 5             | 4º            | 3             | 22            |
| 5             | 21            | Timmy Hansen         | Peugeot 208         | Hansen World RX Team            | 4º             | 13             | –             | 3º            | 4             | 5º            | 0             | 17            |
| 6             | 91            | Enzo Ide             | Audi S1             | KYB EKS JC                      | 6º             | 11             | –             | 2º            | 5             | 6º            | 0             | 16            |
| 7             | 36            | Guerlain Chicherit   | Renault Mégane R.S. | Unkorrupted                     | 7º             | 10             | 4º            | –             | 3             | nq            | nq            | 13            |
| 8             | 27            | Davy Jeanney         | Hyundai i20         | Davy Jeanney                    | 8º             | 9              | –             | 4º            | 3             | nq            | nq            | 12            |
| 9             | 9             | Kevin Hansen         | Peugeot 208         | Hansen World RX Team            | 9º             | 8              | 5º            | –             | 2             | nq            | nq            | 10            |
| 10            | 73            | Támas Kárai          | Audi S1             | Karai Motorsport Sportegyesület | 10º            | 7              | –             | 6º            | 1             | nq            | nq            | 8             |
| 11            | 31            | Stefan Kristensson   | Ford Fiesta MK6     | Team SKÅAB                      | 11º            | 6              | 6º            | –             | 1             | nq            | nq            | 7             |
| 12            | 92            | Anton Marklund       | Volkswagen Polo     | Hedströms Motorsport            | 12º            | 5              | –             | 5º            | 2             | nq            | nq            | 7             |
| 13            | 2             | Oliver O'Donovan     | Ford Fiesta         | Oliver O'Donovan                | 13º            | 4              | nq            | nq            | nq            | nq            | nq            | 4             |
| NC            | 84            | Hervé Knapick        | Citroën DS3         | Hervé Knapick                   | NC             | 0              | nq            | nq            | nq            | nq            | nq            | 0             |

### Qualificazioni
| 1  | 1  | Johan Kristoffersson | Audi S1             | KYB EKS JC                      | 50 (1º)        | 42 (3º)  | 92 | 16 |
| 2  | 95 | Yuri Belevskiy       | Audi S1             | Volland Racing KFT              | 45 (2º)        | 45 (2º)  | 90 | 15 |
| 3  | 68 | Niclas Grönholm      | Hyundai i20         | GRX-Set World RX Team           | 38 (6º)        | 50 (1º)  | 88 | 14 |
| 4  | 21 | Timmy Hansen         | Peugeot 208         | Hansen World RX Team\|36 (8º)   | 42 (3º)        | 39 (5º)  | 81 | 13 |
| 5  | 23 | Krisztián Szabó      | Hyundai i20 WRX     | GRX-Set World RX Team           | 36 (8º)        | 40 (4º)  | 76 | 12 |
| 6  | 91 | Enzo Ide             | Audi S1             | KYB EKS JC                      | 40 (4º)        | 34 (10º) | 74 | 11 |
| 7  | 36 | Guerlain Chicherit   | Renault Mégane R.S. | Unkorrupted                     | 39 (5º)        | 35 (9º)  | 74 | 10 |
| 8  | 27 | Davy Jeanney         | Hyundai i20         | Davy Jeanney                    | 37 (7º)        | 37 (7º)  | 74 | 9  |
| 9  | 9  | Kevin Hansen         | Peugeot 208         | Hansen World RX Team            | 35 (9º)        | 38 (6º)  | 73 | 8  |
| 10 | 73 | Támas Kárai          | Audi S1             | Karai Motorsport Sportegyesület | 34 (10º)       | 36 (8º)  | 70 | 7  |
| 11 | 31 | Stefan Kristensson   | Ford Fiesta MK6     | Team SKÅAB                      | 32 (12º)       | 33 (11º) | 65 | 6  |
| 12 | 92 | Anton Marklund       | Volkswagen Polo     | Hedströms Motorsport            | 33 (11º)       | 31 (13º) | 64 | 5  |
| 13 | 2  | Oliver O'Donovan     | Ford Fiesta         | Oliver O'Donovan                | 29 (13º - DNF) | 32 (12º) | 61 | 4  |
| NC | 84 | Hervé Knapick        | Citroën DS3         | Hervé Knapick                   | 29 (14º - DNF) | 0 (DNS)  | 29 | 0  |

Legenda:
|  | Qualificato per le semifinali |

### Semifinali
| Categoria RX1 - Semifinale 1 | Categoria RX1 - Semifinale 1 | Categoria RX1 - Semifinale 1 | Categoria RX1 - Semifinale 1 | Categoria RX1 - Semifinale 1    | Categoria RX1 - Semifinale 1 | Categoria RX1 - Semifinale 1 | Categoria RX1 - Semifinale 1 | Categoria RX1 - Semifinale 1 | Categoria RX1 - Semifinale 1 |
| Pos.                         | N°                           | Pilota                       | Auto                         | Squadra                         | Giri/Joker                   | Tempo                        | Penalità                     | Distacco                     | Punti                        |
| ---------------------------- | ---------------------------- | ---------------------------- | ---------------------------- | ------------------------------- | ---------------------------- | ---------------------------- | ---------------------------- | ---------------------------- | ---------------------------- |
| 1                            | 1                            | Johan Kristoffersson         | Audi S1                      | KYB EKS JC                      | 6/1                          | 3'39"927                     | –                            | –                            | 6                            |
| 2                            | 68                           | Niclas Grönholm              | Hyundai i20                  | GRX-Set World RX Team           | 6/1                          | 3'42"027                     | –                            | +2"100                       | 5                            |
| 3                            | 23                           | Krisztián Szabó              | Hyundai i20 WRX              | GRX-Set World RX Team           | 6/1                          | 3'46"581                     | –                            | +6"654                       | 4                            |
| 4                            | 36                           | Guerlain Chicherit           | Renault Mégane R.S.          | Unkorrupted                     | 6/1                          | 3'52"720                     | +5"000                       | +12"793                      | 3                            |
| 5                            | 9                            | Kevin Hansen                 | Peugeot 208                  | Hansen World RX Team            | 3/1                          | 3'53"691                     | –                            | +13"764                      | 2                            |
| 6                            | 31                           | Stefan Kristensson           | Ford Fiesta MK6              | Team SKÅAB                      | 4/1                          | 3'29"233                     | –                            | +2 giri                      | 1                            |
|                              |                              |                              |                              |                                 |                              |                              |                              |                              |                              |
| Categoria RX1 - Semifinale 2 |                              |                              |                              |                                 |                              |                              |                              |                              |                              |
| Pos.                         | N°                           | Pilota                       | Auto                         | Squadra                         | Giri/Joker                   | Tempo                        | Penalità                     | Distacco                     | Punti                        |
| 1                            | 95                           | Yuri Belevskiy               | Audi S1                      | Volland Racing KFT              | 6/1                          | 3'42"148                     | –                            | –                            | 6                            |
| 2                            | 91                           | Enzo Ide                     | Audi S1                      | KYB EKS JC                      | 6/1                          | 3'48"186                     | –                            | +6"038                       | 5                            |
| 3                            | 21                           | Timmy Hansen                 | Peugeot 208                  | Hansen World RX Team            | 6/1                          | 3'48"351                     | +5"000                       | +6"203                       | 4                            |
| 4                            | 27                           | Davy Jeanney                 | Hyundai i20                  | Davy Jeanney                    | 6/1                          | 3'51"707                     | –                            | +9"559                       | 3                            |
| 5                            | 92                           | Anton Marklund               | Volkswagen Polo              | Hedströms Motorsport            | 6/1                          | 3'51"995                     | –                            | +9"847                       | 2                            |
| 6                            | 73                           | Támas Kárai                  | Audi S1                      | Karai Motorsport Sportegyesület | 6/1                          | 3'59"678                     | –                            | +17"530                      | 1                            |

Legenda:
|  | Qualificato per la finale |

### Finale
| Categoria RX1 | Categoria RX1 | Categoria RX1        | Categoria RX1 | Categoria RX1         | Categoria RX1 | Categoria RX1 | Categoria RX1 | Categoria RX1 |
| Pos.          | Nº            | Pilota               | Auto          | Squadra               | Giri/Joker    | Tempo         | Distacco      | Punti         |
| ------------- | ------------- | -------------------- | ------------- | --------------------- | ------------- | ------------- | ------------- | ------------- |
| 1             | 1             | Johan Kristoffersson | Audi S1       | KYB EKS JC            | 6/1           | 3'44"666      | –             | 8             |
| 2             | 95            | Yuri Belevskiy       | Audi S1       | Volland Racing KFT    | 6/1           | 3'49"310      | +4"644        | 5             |
| 3             | 23            | Krisztián Szabó      | Hyundai i20   | GRX-Set World RX Team | 6/1           | 3'49"743      | +5"077        | 4             |
| 4             | 68            | Niclas Grönholm      | Hyundai i20   | GRX-Set World RX Team | 6/1           | 3'50"417      | +5"751        | 3             |
| DSQ           | 21            | Timmy Hansen         | Peugeot 208   | Hansen World RX Team  | 6/1           | 3'48"365      | -             | 0             |
| DSQ           | 91            | Enzo Ide             | Audi S1       | KYB EKS JC            | 0/0           | 0'00"000      | +6 giri       | 0             |

- Miglior tempo di reazione: 0"375 ( Yuri Belevskiy);
- Giro più veloce: 35"802 ( Johan Kristoffersson);
- Miglior giro Joker: 39"809 ( Niclas Grönholm)

## Risultati World RX - Gara 2

### Classifiche finali
| Categoria RX1  | Categoria RX1 | Categoria RX1        | Categoria RX1       | Categoria RX1                   | Categoria RX1  | Categoria RX1  | Categoria RX1 | Categoria RX1 | Categoria RX1 | Categoria RX1 | Categoria RX1 | Categoria RX1 |
| Pos.           | N°            | Pilota               | Auto                | Squadra                         | Qualificazioni | Qualificazioni | Semifinali    | Semifinali    | Semifinali    | Finale        | Finale        | PC            |
| Pos.           | N°            | Pilota               | Auto                | Squadra                         | Pos.           | Punti          | SF1           | SF2           | Punti         | Pos.          | Punti         | PC            |
| -------------- | ------------- | -------------------- | ------------------- | ------------------------------- | -------------- | -------------- | ------------- | ------------- | ------------- | ------------- | ------------- | ------------- |
| 1              | 68            | Niclas Grönholm      | Hyundai i20         | GRX-Set World RX Team           | 4º             | 13             | –             | 2º            | 5             | 1º            | 8             | 26            |
| 2              | 9             | Kevin Hansen         | Peugeot 208         | Hansen World RX Team            | 6º             | 11             | –             | 1º            | 6             | 2º            | 5             | 22            |
| 3              | 1             | Johan Kristoffersson | Audi S1             | KYB EKS JC                      | 1º             | 16             | 1º            | –             | 6             | 3º            | 4             | 26            |
| 4              | 21            | Timmy Hansen         | Peugeot 208         | Hansen World RX Team            | 2º             | 15             | –             | 3º            | 4             | 4º            | 3             | 22            |
| 5              | 36            | Guerlain Chicherit   | Renault Mégane R.S. | Unkorrupted                     | 9º             | 8              | 3º            | –             | 4             | 5º            | 2             | 14            |
| 6              | 91            | Enzo Ide             | Audi S1             | KYB EKS JC                      | 3º             | 14             | 2º            | –             | 5             | 6º            | 1             | 20            |
| 7              | 23            | Krisztián Szabó      | Hyundai i20         | GRX-Set World RX Team           | 5º             | 12             | 4º            | –             | 3             | nq            | nq            | 15            |
| 8              | 92            | Anton Marklund       | Volkswagen Polo     | Hedströms Motorsport            | 8º             | 9              | –             | 4º            | 3             | nq            | nq            | 12            |
| 9              | 95            | Yuri Belevskiy       | Audi S1             | Volland Racing KFT              | 7º             | 10             | 6º            | –             | 0             | nq            | nq            | 10            |
| 10             | 27            | Davy Jeanney         | Hyundai i20         | Davy Jeanney                    | 10º            | 7              | –             | 6º            | 1             | nq            | nq            | 8             |
| 11             | 73            | Támas Kárai          | Audi S1             | Karai Motorsport Sportegyesület | 11º            | 6              | 5º            | –             | 2             | nq            | nq            | 8             |
| 12             | 31            | Stefan Kristensson   | Ford Fiesta MK6     | Team SKÅAB                      | 12º            | 5              | –             | 5º            | 2             | nq            | nq            | 7             |
| 13             | 2             | Oliver O'Donovan     | Ford Fiesta         | Oliver O'Donovan                | 13º            | 4              | nq            | nq            | nq            | nq            | nq            | 4             |
|                |               |                      |                     |                                 |                |                |               |               |               |               |               |               |
| Categoria RX2e |               |                      |                     |                                 |                |                |               |               |               |               |               |               |
| Pos.           | N°            | Pilota               | Auto                | Squadra                         | Qualificazioni | Qualificazioni | Semifinali    | Semifinali    | Semifinali    | Finale        | Finale        | PC            |
| Pos.           | N°            | Pilota               | Auto                | Squadra                         | Pos.           | Punti          | SF1           | SF2           | Punti         | Pos.          | Punti         | PC            |
| 1              | 96            | Guillaume De Ridder  | RX2e                | Guillaume De Ridder             | 2º             | 15             | –             | 1º            | 6             | 1º            | 8             | 29            |
| 2              | 47            | Jesse Kallio         | RX2e                | Olsbergs MSE                    | 1º             | 16             | 1º            | –             | 6             | 2º            | 5             | 27            |
| 3              | 5             | Pablo Suárez         | RX2e                | Monlau Competición              | 8º             | 9              | –             | 3º            | 4             | 3º            | 4             | 17            |
| 4              | 2             | Kobe Pauwels         | RX2e                | Ann Luijten                     | 4º             | 13             | –             | 2º            | 5             | 4º            | 3             | 21            |
| 5              | 82            | Isak Sjökvist        | RX2e                | Olsbergs MSE                    | 7º             | 10             | 3º            | –             | 4             | 5º            | 2             | 16            |
| 6              | 112           | Pepe Arqué           | RX2e                | Escuderia Mollerussa            | 5º             | 12             | 2º            | –             | 5             | 6º            | 1             | 18            |
| 7              | 13            | Patrick O'Donovan    | RX2e                | Patrick O'Donovan               | 3º             | 14             | 4º            | –             | 3             | nq            | nq            | 17            |
| 8              | 12            | Klara Andersson      | RX2e                | Team SKÅAB                      | 6ª             | 11             | –             | 4ª            | 3             | nq            | nq            | 14            |
| 9              | 28            | Filip Thorén         | RX2e                | Olsbergs MSE                    | 9º             | 8              | 5º            | –             | 2             | nq            | nq            | 10            |

### Qualificazioni
| Categoria RX1 | Categoria RX1 | Categoria RX1        | Categoria RX1       | Categoria RX1                   | Categoria RX1 | Categoria RX1  | Categoria RX1  | Categoria RX1 | Categoria RX1 | Categoria RX1 |
| Pos.          | N°            | Pilota               | Auto                | Squadra                         | Q1            | Q2             | Q3             | PQ            | Punti         |               |
| ------------- | ------------- | -------------------- | ------------------- | ------------------------------- | ------------- | -------------- | -------------- | ------------- | ------------- | ------------- |
| 1             | 1             | Johan Kristoffersson | Audi S1             | KYB EKS JC                      | 50 (1º)       | 42 (3º)        | 50 (1º)        | 142           | 16            |               |
| 2             | 21            | Timmy Hansen         | Peugeot 208         | Hansen World RX Team            | 45 (2º)       | 45 (2º)        | 42 (3º)        | 132           | 15            |               |
| 3             | 91            | Enzo Ide             | Audi S1             | KYB EKS JC                      | 37 (7º)       | 50 (1º)        | 36 (8º)        | 123           | 14            |               |
| 4             | 68            | Niclas Grönholm      | Hyundai i20         | GRX-Set World RX Team           | 39 (5º)       | 38 (6º)        | 45 (2º)        | 122           | 13            |               |
| 5             | 23            | Krisztián Szabó      | Hyundai i20 WRX     | GRX-Set World RX Team           | 42 (3º)       | 39 (5º)        | 38 (6º)        | 119           | 12            |               |
| 6             | 9             | Kevin Hansen         | Peugeot 208         | Hansen World RX Team            | 34 (10º)      | 40 (4º)        | 40 (4º)        | 114           | 11            |               |
| 7             | 95            | Yuri Belevskiy       | Audi S1             | Volland Racing KFT              | 38 (6º)       | 35 (9º)        | 39 (5º)        | 112           | 10            |               |
| 8             | 92            | Anton Marklund       | Volkswagen Polo     | Hedströms Motorsport            | 40 (4º)       | 40 (4º)        | 34 (10º)       | 108           | 9             |               |
| 9             | 36            | Guerlain Chicherit   | Renault Mégane R.S. | Unkorrupted                     | 35 (9º)       | 36 (8º)        | 37 (7º)        | 108           | 8             |               |
| 10            | 27            | Davy Jeanney         | Hyundai i20         | Davy Jeanney                    | 36 (8º)       | 37 (7º)        | 35 (9º)        | 108           | 7             |               |
| 11            | 73            | Támas Kárai          | Audi S1             | Karai Motorsport Sportegyesület | 33 (11º)      | 32 (12º)       | 33 (11º)       | 98            | 6             |               |
| 12            | 31            | Stefan Kristensson   | Ford Fiesta MK6     | Team SKÅAB                      | 32 (12º)      | 33 (11º)       | 30 (13º - DNF) | 95            | 5             |               |
| 13            | 2             | Oliver O'Donovan     | Ford Fiesta MK6     | Oliver O'Donovan                | 31 (13º)      | 30 (13º - DNF) | 32 (12º)       | 93            | 4             |               |

| Categoria RX2e | Categoria RX2e | Categoria RX2e      | Categoria RX2e | Categoria RX2e       | Categoria RX2e | Categoria RX2e | Categoria RX2e | Categoria RX2e | Categoria RX2e | Categoria RX2e |
| Pos.           | N°             | Pilota              | Auto           | Squadra              | Q1             | Q2             | Q3             | Q4             | PQ             | Punti          |
| -------------- | -------------- | ------------------- | -------------- | -------------------- | -------------- | -------------- | -------------- | -------------- | -------------- | -------------- |
| 1              | 47             | Jesse Kallio        | RX2e           | Olsbergs MSE         | 45 (2º)        | 50 (1º)        | 50 (1º)        | 45 (2º)        | 190            | 16             |
| 2              | 96             | Guillaume De Ridder | RX2e           | Guillaume De Ridder  | 50 (1º)        | 45 (2º)        | 45 (2º)        | 42 (3º)        | 182            | 15             |
| 3              | 13             | Patrick O'Donovan   | RX2e           | Patrick O'Donovan    | 37 (7º)        | 42 (3º)        | 38 (6º)        | 50 (1º)        | 167            | 14             |
| 4              | 2              | Kobe Pauwels        | RX2e           | Ann Luijten          | 35 (9º)        | 40 (4º)        | 42 (3º)        | 40 (4º)        | 157            | 13             |
| 5              | 112            | Pepe Arqué          | RX2e           | Escuderia Mollerussa | 42 (3º)        | 35 (9º)        | 39 (5º)        | 39 (5º)        | 155            | 12             |
| 6              | 12             | Klara Andersson     | RX2e           | Team SKÅAB           | 39 (5º)        | 38 (6º)        | 40 (4º)        | 38 (6º)        | 155            | 11             |
| 7              | 82             | Isak Sjökvist       | RX2e           | Olsbergs MSE         | 40 (4º)        | 37 (7º)        | 35 (9º)        | 37 (7º)        | 149            | 10             |
| 8              | 5              | Pablo Suárez        | RX2e           | Monlau Competición   | 38 (6º)        | 39 (5º)        | 37 (7º)        | 35 (9º)        | 149            | 9              |
| 9              | 28             | Filip Thorén        | RX2e           | Olsbergs MSE         | 36 (8º)        | 36 (8º)        | 36 (8º)        | 36 (8º)        | 144            | 8              |

Legenda:
|  | Qualificata/o per le semifinali |

### Semifinali
| Categoria RX1 - Semifinale 1 | Categoria RX1 - Semifinale 1 | Categoria RX1 - Semifinale 1 | Categoria RX1 - Semifinale 1 | Categoria RX1 - Semifinale 1    | Categoria RX1 - Semifinale 1 | Categoria RX1 - Semifinale 1 | Categoria RX1 - Semifinale 1 | Categoria RX1 - Semifinale 1 | Categoria RX1 - Semifinale 1 |
| Pos.                         | N°                           | Pilota                       | Auto                         | Squadra                         | Giri/Joker                   | Tempo                        | Penalità                     | Distacco                     | Punti                        |
| ---------------------------- | ---------------------------- | ---------------------------- | ---------------------------- | ------------------------------- | ---------------------------- | ---------------------------- | ---------------------------- | ---------------------------- | ---------------------------- |
| 1                            | 1                            | Johan Kristoffersson         | Audi S1                      | KYB EKS JC                      | 6/1                          | 3'40"482                     | –                            | –                            | 6                            |
| 2                            | 91                           | Enzo Ide                     | Audi S1                      | KYB EKS JC                      | 6/1                          | 3'40"482                     | –                            | +1"542                       | 5                            |
| 3                            | 36                           | Guerlain Chicherit           | Renault Mégane R.S.          | Unkorrupted                     | 6/1                          | 3'43"877                     | –                            | +3"395                       | 4                            |
| 4                            | 23                           | Krisztián Szabó              | Hyundai i20                  | GRX-Set World RX Team           | 6/1                          | 3'46"287                     | –                            | +5"805                       | 3                            |
| 5                            | 73                           | Támas Kárai                  | Audi S1                      | Karai Motorsport Sportegyesület | 6/1                          | 3'53"450                     | –                            | +12"968                      | 2                            |
| DSQ                          | 95                           | Yuri Belevskiy               | Audi S1                      | Volland Racing KFT              | 6/1                          | 3'59"766                     | –                            | –                            | 0                            |
|                              |                              |                              |                              |                                 |                              |                              |                              |                              |                              |
| Categoria RX1 - Semifinale 2 |                              |                              |                              |                                 |                              |                              |                              |                              |                              |
| Pos.                         | N°                           | Pilota                       | Auto                         | Squadra                         | Giri/Joker                   | Tempo                        | Penalità                     | Distacco                     | Punti                        |
| 1                            | 9                            | Kevin Hansen                 | Peugeot 208                  | Hansen World RX Team            | 6/1                          | 3'47"220                     | –                            | –                            | 6                            |
| 2                            | 68                           | Niclas Grönholm              | Hyundai i20                  | GRX-Set World RX Team           | 6/1                          | 3'50"166                     | –                            | +2"946                       | 5                            |
| 3                            | 21                           | Timmy Hansen                 | Peugeot 208                  | Hansen World RX Team            | 6/1                          | 3'50"871                     | 7"000                        | +3"651                       | 4                            |
| 4                            | 92                           | Anton Marklund               | Volkswagen Polo              | Hedströms Motorsport            | 6/1                          | 3'51"390                     | –                            | +4"170                       | 3                            |
| 5                            | 31                           | Stefan Kristensson           | Ford Fiesta MK6              | Team SKÅAB                      | 6/1                          | 4'03"172                     | –                            | +15"592                      | 2                            |
| 6                            | 27                           | Davy Jeanney                 | Hyundai i20                  | Davy Jeanney                    | 3/1                          | 1'56"783                     | –                            | +3 giri                      | 1                            |

| Categoria RX2e - Semifinale 1 | Categoria RX2e - Semifinale 1 | Categoria RX2e - Semifinale 1 | Categoria RX2e - Semifinale 1 | Categoria RX2e - Semifinale 1 | Categoria RX2e - Semifinale 1 | Categoria RX2e - Semifinale 1 | Categoria RX2e - Semifinale 1 | Categoria RX2e - Semifinale 1 |
| Pos.                          | N°                            | Pilota                        | Auto                          | Squadra                       | Giri/Joker                    | Tempo                         | Distacco                      | Punti                         |
| ----------------------------- | ----------------------------- | ----------------------------- | ----------------------------- | ----------------------------- | ----------------------------- | ----------------------------- | ----------------------------- | ----------------------------- |
| 1                             | 47                            | Jesse Kallio                  | RX2e                          | Olsbergs MSE                  | 6/1                           | 3'51"589                      | –                             | 6                             |
| 2                             | 112                           | Pepe Arqué                    | RX2e                          | Escuderia Mollerussa          | 6/1                           | 3'54"373                      | +2"784                        | 5                             |
| 3                             | 82                            | Isak Sjökvist                 | RX2e                          | Olsbergs MSE                  | 6/1                           | 3'56"849                      | +5"260                        | 4                             |
| 4                             | 13                            | Patrick O'Donovan             | RX2e                          | Patrick O'Donovan             | 6/1                           | 3'59"325                      | +7"736                        | 3                             |
| 5                             | 28                            | Filip Thorén                  | RX2e                          | Olsbergs MSE                  | 6/1                           | 4'04"492                      | +12"903                       | 2                             |
|                               |                               |                               |                               |                               |                               |                               |                               |                               |
| Categoria RX2e - Semifinale 2 |                               |                               |                               |                               |                               |                               |                               |                               |
| Pos.                          | N°                            | Pilota                        | Auto                          | Squadra                       | Giri/Joker                    | Tempo                         | Distacco                      | Punti                         |
| 1                             | 96                            | Guillaume De Ridder           | RX2e                          | Guillaume De Ridder           | 6/1                           | 3'55"265                      | –                             | 6                             |
| 2                             | 2                             | Kobe Pauwels                  | RX2e                          | Ann Luijten                   | 6/1                           | 3'55"637                      | +0"372                        | 5                             |
| 3                             | 5                             | Pablo Suárez                  | RX2e                          | Monlau Competición            | 6/1                           | 3'57"738                      | +2"473                        | 4                             |
| 4                             | 12                            | Klara Andersson               | RX2e                          | Team SKÅAB                    | 6/1                           | 4'00"467                      | +5"202                        | 3                             |

Legenda:
|  | Qualificato per la finale |

### Finali
| Categoria RX1 | Categoria RX1 | Categoria RX1        | Categoria RX1       | Categoria RX1         | Categoria RX1 | Categoria RX1 | Categoria RX1 | Categoria RX1 |
| Pos.          | Nº            | Pilota               | Auto                | Squadra               | Giri/Joker    | Tempo         | Distacco      | Punti         |
| ------------- | ------------- | -------------------- | ------------------- | --------------------- | ------------- | ------------- | ------------- | ------------- |
| 1             | 68            | Niclas Grönholm      | Hyundai i20         | GRX-Set World RX Team | 6/1           | 3'40"557      | –             | 8             |
| 2             | 9             | Kevin Hansen         | Peugeot 208         | Hansen World RX Team  | 6/1           | 3'44"588      | +4"031        | 5             |
| 3             | 1             | Johan Kristoffersson | Audi S1             | KYB EKS JC            | 6/1           | 3'44"816      | +4"259        | 4             |
| 4             | 21            | Timmy Hansen         | Peugeot 208         | Hansen World RX Team  | 6/1           | 3'46"037      | +5"480        | 3             |
| 5             | 36            | Guerlain Chicherit   | Renault Mégane R.S. | Unkorrupted           | 6/1           | 3'49"316      | +8"759        | 2             |
| 6             | 91            | Enzo Ide             | Audi S1             | KYB EKS JC            | 6/1           | 3'56"648      | +16"091       | 1             |

- Miglior tempo di reazione: 0"419 ( Kevin Hansen);
- Giro più veloce: 35"151 ( Niclas Grönholm);
- Miglior giro Joker: 38"630 ( Niclas Grönholm).

| Categoria RX2e | Categoria RX2e | Categoria RX2e      | Categoria RX2e | Categoria RX2e       | Categoria RX2e | Categoria RX2e | Categoria RX2e | Categoria RX2e |
| Pos.           | Nº             | Pilota              | Auto           | Squadra              | Giri/Joker     | Tempo          | Distacco       | Punti          |
| -------------- | -------------- | ------------------- | -------------- | -------------------- | -------------- | -------------- | -------------- | -------------- |
| 1              | 96             | Guillaume De Ridder | RX2e           | Guillaume De Ridder  | 6/1            | 3'53"965       | –              | 8              |
| 2              | 47             | Jesse Kallio        | RX2e           | Olsbergs MSE         | 6/1            | 3'56"322       | +2"357         | 5              |
| 3              | 5              | Pablo Suárez        | RX2e           | Monlau Competición   | 6/1            | 3'57"029       | +3"064         | 4              |
| 4              | 2              | Kobe Pauwels        | RX2e           | Ann Luijten          | 6/1            | 3'57"076       | +3"111         | 3              |
| 5              | 82             | Isak Sjökvist       | RX2e           | Olsbergs MSE         | 6/1            | 3'59"413       | +5"448         | 2              |
| 6              | 112            | Pepe Arqué          | RX2e           | Escuderia Mollerussa | 6/1            | 4'01"215       | +7"250         | 1              |

- Miglior tempo di reazione: 0"517 ( Isak Sjökvist);
- Giro più veloce: 36"696 ( Jesse Kallio);
- Miglior giro Joker: 41"271 ( Jesse Kallio).

## Classifiche di campionato
World RX - RX1 piloti
| Pos. | Pos. | Pilota               | Punti |
| ---- | ---- | -------------------- | ----- |
| 1    | 1    | Johan Kristoffersson | 217   |
| 2    | 1    | Timmy Hansen         | 217   |
| 3    | 1    | Niclas Grönholm      | 197   |
| 4    | 1    | Kevin Hansen         | 191   |
| 5    |      | Krisztián Szabó      | 162   |
| 6    | 1    | Enzo Ide             | 125   |
| 7    | 1    | Kevin Abbring        | 97    |
| 8    |      | Timo Scheider        | 75    |
| 9    |      | Juha Rytkönen        | 52    |
| 10   |      | Mattias Ekström      | 37    |
| 11   |      | Oliver O'Donovan     | 37    |
| 12   | N    | Yuri Belevskiy       | 36    |
| 13   | 1    | Anton Marklund       | 33    |
| 14   | N    | Guerlain Chicherit   | 27    |
| 15   | 2    | Támas Kárai          | 25    |
| 16   | N    | Davy Jeanney         | 20    |
| 17   | 5    | Hervé Knapick        | 18    |
| 18   | 5    | René Münnich         | 16    |
| 19   | N    | Stefan Kristensson   | 14    |
| 20   | 5    | Attila Mózer         | 13    |
| 21   | 5    | Peter Hedström       | 11    |
| 22   | 4    | Oliver Bennett       | 8     |
| 23   | 4    | Dan Öberg            | 7     |
| 24   | 4    | Mandie August        | 4     |
| 25   | 4    | Patrick Guillerme    | 2     |

World RX - RX1 squadre
| Pos. | Pos. | Pilota                | Punti |
| ---- | ---- | --------------------- | ----- |
| 1    |      | Hansen World RX Team  | 408   |
| 2    |      | GRX-SET World RX Team | 359   |
| 3    |      | KYB EKS JC            | 342   |

RX2e piloti
| Pos. | Pos. | Pilota                  | Punti |
| ---- | ---- | ----------------------- | ----- |
| 1    |      | Guillaume De Ridder     | 134   |
| 2    |      | Jesse Kallio            | 123   |
| 3    | 1    | Pablo Suárez            | 76    |
| 3    | 1    | Patrick O'Donovan       | 76    |
| 5    |      | Isak Sjökvist           | 72    |
| 6    |      | Fraser McConnell        | 49    |
| 7    | 6    | Klara Andersson         | 34    |
| 8    | 1    | Dorian Deslandes        | 30    |
| 9    | 1    | Nils Andersson          | 29    |
| 10   | 1    | Conner Martell          | 26    |
| 11   | 1    | Reinis Nitišs           | 24    |
| 12   | 4    | Filip Thorén            | 23    |
| 13   | 2    | Damien Meunier          | 23    |
| 14   | 2    | Ole Henry Steinsholt    | 21    |
| 15   | N    | Kobe Pauwels            | 21    |
| 16   | 2    | Linus Östlund           | 19    |
| 17   | N    | Pepe Arqué              | 18    |
| 18   | 3    | Cyril Raymond           | 16    |
| 19   | 2    | Jose-Luis Garcia Molina | 13    |
| 20   | 2    | Christine Giampaoli     | 13    |
| 21   | 2    | Isak Reiersen           | 13    |
| 22   | 2    | Mark Flaherty           | 10    |
| 23   | 2    | Jan Oscar Ortfeldt      | 9     |
| 24   | 2    | Laia Sanz               | 9     |